# Imma diluticiliata
Imma diluticiliata is een vlinder uit de familie van de Immidae. De wetenschappelijke naam van de soort is voor het eerst geldig gepubliceerd in 1900 door Thomas de Grey Walsingham.